# التخرج (2016)
التخرج {{باللغة الرومانية: "Bacalaureat"،}} هو فيلم تراجيدي روماني، أنتج عام 2016، من إنتاج وكتابة وإخراج كريستيان مونغيو وببطولة أدريان تيتيني وماريا فيكتوريا دراغوس، تدور أحداث الفيلم في ترانسبلفينا حول طبيب يسعى لتحسين نتائج ابنته في الامتحانات بطريقة غير مشروعة، اُختير الفيلم للمنافسة على جائزة السعفة الذهبية في مهرجان كان لعام 2016، كما تقاسم مخرجه مونغيو جائزة أفضل إخراج مع أوليفر أساياس عن فيلمه «المتسوق الشخصي»، وكذالك نافس الفيلم في حفل ماغريت الثامن الفيلم على قائمة أفضل فيلم أجنبي من إنتاج مشترك.

## الحبكة
روميو طبيب في متوسط العمر يعمل في مستشفى محلي في منطقة ترانسيلفانيا الرومانية، حيث يعيش مع زوجته ماجدة وابنتهما إليزا البالغة من العمر 18 عامًا والتي فازت لتوها بمنحة دراسية في جامعة كامبريدج، تستعد إليزا لخوض امتحاناتها النهائية وتحتاج إلى الحصول على درجة 90٪ على الأقل للإلتحاق بالجامعة، روميو أب شغوف يوصل إليزا بشكل منتظم إلي المدرسة، ولديه عشيقة، ساندرا، وهي معلمة في مدرسة إليزا، ذات يوم أثناء زيارته لساندرا يتلقى رسالة مفادها أن إليزا تعرضت للاعتداء بالقرب من مدرستها، تعاني إليزا من التواء في معصمها كما تعاني صدمة نفسية نتيجة للاعتداء ولكنها لا تصاب بإصابات خطيرة، وتكشف أن المعتدي حاول اغتصابها لكنه لم ينجح.
وفي اليوم التالي، يجب أن تخوض إليزا امتحانها الأول، يحاول مدير المدرسة استبعادها لأنها ترتدي جبيرة على معصمها قد تمكنها من الغش إن أخفت بعض الملاحظات داخلها، تتدخل ساندرا ويتراجع مدير المدرسة عن موقفه، تعوق الجبيرة حركة يد إليزا فتبطيء كتابتها وينفد الوقت قبل أن تنهي إجاباتها، مما يجعلها في حاجة للحصول على درجات عالية جدٌا لتحصل على المنحة الدراسية، في مركز الشرطة، يقترح كبير المفتشين على روميو أن يعجل عملية زراعة الكبد للسيد بولاي وهومسؤول فاسد مقابل تحسين درجات ابنته، في تلك الليلة يناقش روميو اقتراح كبير المفتشين مع ماجدة والتي ترفضه في الحال، معللة ذلك بانها لا تريد أن تكون بداية إليزا الجديدة في جامعة كامبريدج مبنية على الفساد، يجادل روميو بأن الامتحانات مجرد إجراء شكلي ولكنه لا يغير رأيها، يعرض روميو الأمر على إليزا ويطلب منها قبول تلك المساعدة من أجل مستقبل أكثر إشراقا وتسمعه إليزا في ارتباك.
في اليوم التالي، ينتظر روميو في المدرسة حتى تكمل إليزا امتحانها الثاني، حيث يقابل صديقها ماريوس ويتحدثان بشكل ودي، ويحصل روميو على مزيد من التفاصيل عن ما حدث صباح يوم الاعتداء، ينزعج روميو بسبب عزلة ماريوس عن الحادث بأكمله، فقد ظن ماريوس نتيجة لتأخره عن لقاء إليزا أنها ذهبت إلي المدرسة وحدها لذا لم يبحث عنها، تظهر إليزا وتذهب مع ماريوس على دراجته النارية، تكتشف إليزا علاقة والدها بساندرا وتهدده بعدم حضور امتحاناتها إذا لم يخبر ماجدة بعلاقته على الفور، وتتساءل بصوت عالٍ ما إذا كانت درجاتها الأخرى مزورة أيضًا، وفي المنزل في نفس الليلة يتحدث روميو وماجدة التي كانت تعلم بالفعل عن ساندرا وتخبره أنها ستحاول إقناع إليزا بإجراء امتحانها الأخير، لكنها تطلب منه المغادرة.
في اليوم التالي، يصل روميو للعمل في المستشفى ويقابله اثنان من وكلاء النيابة يريدون مقابلة أحد مرضاه، السيد بولاي، حول مزاعم الفساد ضده، يرفض روميو لأن بولاي ينتظر عملية زرع الكبد وحالته سيئة جدا، يحذر وكلاء النيابة روميو من أنهم على دراية بصفقته مع السيد بولاي بشأن درجات ابنته، وأنه وابنته قد يواجهان عواقب تلك الصفقة، يزور روميو مركز الشرطة مرة أخرى، ويؤكد له كبير المفتشين أنه سيتم التعرف على المعتدي على ابنته قريبًا وسيعرض في صف المتشبه بهم، في وقت لاحق من ذلك اليوم، يقابل روميو ماريوس صديق ابنته ويدعوه ليحضر لعرض المشتبه بهم في مركز الشرطة على الرغم من أن ماريوس قال إنه لم يشهد الاعتداء، يرفض ماريوس فيتهمه روميو بالجبن لعدم التدخل والاكتفاء باستدعاء الشرطة بعد مشاهدة الاعتداء على ابنته، يتصاعد الموقف ويأمر روميو ماريوس بالابتعاد عن إليزا، لكن ماريوس يدفعه بعيدًا، وفي ذات المساء، في مركز الشرطة، تفشل إليزا في التعرف على المعتدي، حتى مع طمئنة رجال الشرطة لها، بعد ذلك، يرى روميو أحد المهاجمين المشتبه بهم ويتبعه، لكنه يضيع في منطقة خطرة، وينتهى به الأمر في منزل ساندرا حيث يوافق على رعاية ابنها.
في اليوم التالي يتوفي السيد بولاي بنوبة قلبية، يؤكد وكلاء النيابة لروميو أن التحقيق في جرائم السيد بولاي سيستمر، يشترك روميو لابن ساندرا، ماتي، في برنامج علاج النطق، يقابل روميو إليزا في حفل تخرجها وتخبره أن المعلمين سمحوا لها بالكتابة بعد الثلاث ساعات المخصصة للامتحان، ولذا لم تتحاج لصفقة والدها من أجل الحصول على درجة أفضل، تخبره إليزا أيضًا أنها لن تذهب إلى إنجلترا، يطلب روميو من وكلاء النيابة الحضور يوم الاثنين المقبل وسيتعاون معهم في جواب أي من أسئلتهم.

## طاقم العمل
- أدريان تيتياني - روميو ألديا، طبيب يبلغ من العمر 49 عامًا يعيش في بلدة ترانسيلفانيا مع ابنته
- ماريا دروغو - إليزا ألديا، طالبة في المدرسة الثانوية تبلغ من العمر 18 عامًا تخطط لدراسة علم النفس في الخارج في المملكة المتحدة بعد التخرج
- ليا بوغنار - ماجدة
- ميلينا مانوفيتشي - ساندرا
- فلاد إيفانوف - كبير المفتشين
- جيلو كولسيج - رئيس لجنة الامتحانات
- راري أندريتشي - ماريوس

## الإنتاج
وفقًا لكريستيان مونجيو، فالفيلم مستوحى من حياته الخاصة في ذلك الوقت، عندما كان يركز على كونه أبًا،  تم إنتاج الفيلم من خلال شركة Mobra Films المملوكة للمخرج، بالاشتراك مع Why Not Productions و Wild Bunch و Les Films du Fleuve وFrance 3 Cinéma و Mandragora Movies، حصل على 1.91 مليون ليو من المركز الوطني للسينما، وتم تصويره في بلدة فيكتوريا في الفترة من 11 يونيو إلى 24 يوليو 2015.

## الاستقبال الجماهيري
على Rotten Tomatoes ، حصل «التخرج» على تصنيف 95٪، بناءً على 138 نقادًا، بمتوسط تقييم 8.2 / 10. يقول الإجماع النقدي للموقع: «التخرج يمثل رؤية أخرى مكتوبة جيدًا وذات تأثير قوي عن الأخلاق والانحلال المجتمعي من الكاتب والمخرج كريستيان مونجيو». في Metacritic ، حصل Graduation على 84/100، بناءً على 30 نقادًا، مما يشير إلى «الإشادة العالمية».
أشاد بيتر برادشو من صحيفة جارديان العالمية بالفيلم قائلا أنه «فيلم معقد وذكي للغاية».

## روابط خارجية
- التخرج (2016) على موقع IMDb (الإنجليزية)
- التخرج (2016) على موقع ميتاكريتيك (الإنجليزية)
- التخرج (2016) على موقع روتن توميتوز (الإنجليزية)
- التخرج (2016) على موقع قاعدة بيانات الأفلام العربية
- التخرج (2016) على موقع ألو سيني (الفرنسية)
- التخرج (2016) على موقع أول موفي (الإنجليزية)
- التخرج (2016) على موقع بوكس أوفيس موجو (الإنجليزية)
- التخرج (2016) على موقع فيلمافينيتي (الإسبانية)
- التخرج (2016) على موقع قاعدة بيانات الأفلام السويدية (السويدية)
- التخرج (2016) على موقع قاعدة بيانات الفيلم (الإنجليزية)

- الموقع الرسمي
- التخرج: أين أنت يا روميو؟ مقال بقلم Bilge Ebiri في مجموعة Criterion